# Пестриковы
Пестриковы — дворянский род.
Происходит, по сказаниям старинных родословцев, от польского Павла Пестрика, приехавшего в Москву (1408).
Фёдор Тимофеевич Пестриков воевода в Белёве (1649). Его сын Василий Фёдорович при царях Алексее Михайловиче и Федоре III Алексеевиче служил воеводой в Козлове, Яблонове, Короче и Новом Осколе, а его брат Емельян Фёдорович — воеводой в Алатыре, где расстрелян и сожжён в соборной церкви казаками Степана Разина (1671).
При подаче документов (1686) для внесения рода в Бархатную книгу, была предоставлена родословная роспись Пестриковых.
Этот род Пестриковых внесён в VI и II части родословной книги Новгородской губернии.

## Данные разрядных книг
- Пестриков Фёдор Петрович — московский дворянин (1636).
- Пестриков Фёдор Тимофеевич — московский дворянин (1636—1658), воевода в Белёве (1648).
- Пестриковы: Емельян и Василий Фёдоровичи — стряпчие (1658—1676). Василий Фёдорович — зять Василия Захаровича Свиязева и внук Ивана Осорьина.
- Пестриков Григорий — дьяк (1668—1677).
- Пестриков Андрей — дьяк (1676).
- Пестриковы: Григорий Васильевич, Андрей Дмитриевич — московские дворяне (1677—1678).
- Пестриков Лука Осипович — московский дворянин (1678), стольник (1689—1692).
- Пестриков Василий Васильевич — стольник царицы Прасковьи Фёдоровны (1686—1692).
- Пестриковы: Мартемьян Андреевич, Фёдор Григорьевич — московские дворяне (1692).
- Пестриков Иван Григорьевич — стольник (1692)[2][3].
- Пестриков, Василий Фёдорович (умер 1757) — управляющий Тульской оружейной конторой[4].